# Domenico Costantino di Löwenstein-Wertheim-Rochefort
Domenico Costantino di Löwenstein-Wertheim-Rochefort (Nancy, 16 maggio 1762 – Francoforte sul Meno, 18 aprile 1814) fu il quarto e ultimo principe della linea di Rochefort del casato di Löwenstein-Wertheim.

## Biografia
Era il primogenito maschio di Teodoro Alessandro di Löwenstein-Wertheim-Rochefort (18 settembre 1722 - 27 febbraio 1780) e di sua moglie, la contessa Luisa di Leiningen-Dachsburg-Hartenburg (1º febbraio 1735 - 25 febbraio 1805). Ai suoi genitori nacquero altri sette figli ma soltanto due raggiunsero l'età adulta. Fu battezzato il giorno stesso della sua nascita nella chiesa parrocchiale di San Rocco a Nancy.
Crebbe a Strasburgo, dove frequentò anche la scuola militare. A Fulda intraprese un serio corso di studi sotto la supervisione di un tutore, e dal momento che era prevedibile che sarebbe succeduto alla zio Carlo Tommaso, si stabilì a Wertheim nel 1783.
Sposò a Nancy il 5 maggio 1780 la principessa Maria Leopoldina di Hohenlohe-Bartenstein, dalla quale ebbe sette figli, di cui solo quattro sopravvissero fino all'età adulta:
- Principessa Luisa Giuseppina di Löwenstein-Wertheim-Rochefort (1781 - 1785)
- Principessa Cristiana di Löwenstein-Wertheim-Rosenberg (1782 - 1811) sposò il 25 luglio 1805 Francesco Taddeo, II Principe di Waldburg zu Zeil und Trauchburg
- Carlo Tommaso di Löwenstein-Wertheim-Rosenberg V principe di Löwenstein-Wertheim-Rosenberg (1783 - 1849) sposò la contessa Sofia di Windisch-Grätz ed ebbe discendenza
- Principessa Giuseppina Luisa di Löwenstein-Wertheim-Rochefort (1784 - 1789)
- Principe Costantino di Löwenstein-Wertheim-Rosenberg (1786 - 1844) sposò sua nipote Maria Leopoldina
- Principessa Carlotta di Löwenstein-Wertheim-Rochefort (1788 - 1799)
- Principe Guglielmo di Löwenstein-Wertheim-Rosenberg (1795 - 1838) sposò morganaticamente nel 1833 Emilie David, creata da Luigi II, Granduca d'Assia il 6 febbraio 1838 baronessa von Habitzheim

Dopo la morte della sua prima moglie, sposò nel 1807 la contessa Maria Crescenzia di Königsegg-Rothenfels da cui ebbe altri tre figli:
- Principe Augusto di Löwenstein-Wertheim-Rosenberg (1808 - 1874) celibe
- Principe Francesco di Löwenstein-Wertheim-Rosenberg (1810 - 1884) celibe
- Principessa Sofia di Löwenstein-Wertheim-Rosenberg (1814 - 1876) sposò in prime nozze il principe Francesco Giuseppe di Salm-Salm da cui ebbe una figlia, rimasta vedova si risposò con il principe Carlo di Solms-Braunfels figlio della regina di Hannover Federica di Meclemburgo-Strelitz.

## Ascendenza
|                                                     |                                                    |                                                   | Genitori                                 |  |  | Nonni |  |  | Bisnonni                                         |  |  | Trisnonni                                       |  |
|                                                     |                                                    |                                                   |                                          |  |  |       |  |  | Maximilian Karl zu Löwenstein-Wertheim-Rochefort |  |  | Ferdinand Karl zu Löwenstein-Wertheim-Rochefort |  |
|                                                     |                                                    |                                                   |                                          |  |  |       |  |  | Maximilian Karl zu Löwenstein-Wertheim-Rochefort |  |  | Ferdinand Karl zu Löwenstein-Wertheim-Rochefort |  |
|                                                     |                                                    | Anna Maria von Fürstenberg                        |                                          |  |  |       |  |  | Maximilian Karl zu Löwenstein-Wertheim-Rochefort |  |  |                                                 |  |
| Dominik Marquard zu Löwenstein-Wertheim-Rochefort   |                                                    |                                                   |                                          |  |  |       |  |  | Maximilian Karl zu Löwenstein-Wertheim-Rochefort |  |  |                                                 |  |
|                                                     |                                                    | Maria Polyxena Khuen von Lichtenberg und Belasi   | Mathias Khuen von Lichtenberg und Belasi |  |  |       |  |  |                                                  |  |  |                                                 |  |
|                                                     |                                                    | Maria Polyxena Khuen von Lichtenberg und Belasi   | Mathias Khuen von Lichtenberg und Belasi |  |  |       |  |  |                                                  |  |  |                                                 |  |
|                                                     |                                                    | Maria Polyxena Khuen von Lichtenberg und Belasi   | Anna Susanna Apollonia von Meggau        |  |  |       |  |  |                                                  |  |  |                                                 |  |
| Theodor Alexander zu Löwenstein-Wertheim-Rochefort  |                                                    | Maria Polyxena Khuen von Lichtenberg und Belasi   |                                          |  |  |       |  |  |                                                  |  |  |                                                 |  |
|                                                     |                                                    | Karl von Hessen-Wanfried                          | Ernst von Hessen-Rheinfels               |  |  |       |  |  |                                                  |  |  |                                                 |  |
|                                                     |                                                    | Karl von Hessen-Wanfried                          | Ernst von Hessen-Rheinfels               |  |  |       |  |  |                                                  |  |  |                                                 |  |
|                                                     |                                                    | Karl von Hessen-Wanfried                          | Maria Eleanore zu Solms-Hohensolms       |  |  |       |  |  |                                                  |  |  |                                                 |  |
| Christina Francisca von Hessen-Wanfried             |                                                    | Karl von Hessen-Wanfried                          |                                          |  |  |       |  |  |                                                  |  |  |                                                 |  |
|                                                     |                                                    | Juliane Alexandrine von Leiningen-Dagsburg        | Emich XIII von Leiningen-Dagsburg        |  |  |       |  |  |                                                  |  |  |                                                 |  |
|                                                     |                                                    | Juliane Alexandrine von Leiningen-Dagsburg        | Emich XIII von Leiningen-Dagsburg        |  |  |       |  |  |                                                  |  |  |                                                 |  |
|                                                     |                                                    | Juliane Alexandrine von Leiningen-Dagsburg        | Dorothea von Waldeck-Wildungen           |  |  |       |  |  |                                                  |  |  |                                                 |  |
| Dominik Constantin zu Löwenstein-Wertheim-Rochefort |                                                    | Juliane Alexandrine von Leiningen-Dagsburg        |                                          |  |  |       |  |  |                                                  |  |  |                                                 |  |
|                                                     | Johann Friedrich von Leiningen-Dagsburg-Hartenburg | Friedrich Emich von Leiningen-Dagsburg-Hartenburg |                                          |  |  |       |  |  |                                                  |  |  |                                                 |  |
|                                                     | Johann Friedrich von Leiningen-Dagsburg-Hartenburg | Friedrich Emich von Leiningen-Dagsburg-Hartenburg |                                          |  |  |       |  |  |                                                  |  |  |                                                 |  |
|                                                     | Johann Friedrich von Leiningen-Dagsburg-Hartenburg | Sibylle von Waldeck-Wildungen                     |                                          |  |  |       |  |  |                                                  |  |  |                                                 |  |
| Karl Ludwig von Leiningen-Dagsburg-Emichsburg       | Johann Friedrich von Leiningen-Dagsburg-Hartenburg |                                                   |                                          |  |  |       |  |  |                                                  |  |  |                                                 |  |
|                                                     |                                                    | Katharina von Baden-Durlach                       | Friedrich VII von Baden-Durlach          |  |  |       |  |  |                                                  |  |  |                                                 |  |
|                                                     |                                                    | Katharina von Baden-Durlach                       | Friedrich VII von Baden-Durlach          |  |  |       |  |  |                                                  |  |  |                                                 |  |
|                                                     |                                                    | Katharina von Baden-Durlach                       | Augusta Maria von Holstein-Gottorf       |  |  |       |  |  |                                                  |  |  |                                                 |  |
| Luise von Leiningen-Dachsburg-Hartenburg            |                                                    | Katharina von Baden-Durlach                       |                                          |  |  |       |  |  |                                                  |  |  |                                                 |  |
|                                                     |                                                    | Carl von Salm-Dhaun                               | Johann Philipp II von Salm-Dhaun         |  |  |       |  |  |                                                  |  |  |                                                 |  |
|                                                     |                                                    | Carl von Salm-Dhaun                               | Johann Philipp II von Salm-Dhaun         |  |  |       |  |  |                                                  |  |  |                                                 |  |
|                                                     |                                                    | Carl von Salm-Dhaun                               | Anna Catharina von Nassau-Ottweiler      |  |  |       |  |  |                                                  |  |  |                                                 |  |
| Caroline von Salm-Dhaun                             |                                                    | Carl von Salm-Dhaun                               |                                          |  |  |       |  |  |                                                  |  |  |                                                 |  |
|                                                     |                                                    | Luise von Nassau-Ottweiler                        | Friedrich Ludwig von Nassau-Ottweiler    |  |  |       |  |  |                                                  |  |  |                                                 |  |
|                                                     |                                                    | Luise von Nassau-Ottweiler                        | Friedrich Ludwig von Nassau-Ottweiler    |  |  |       |  |  |                                                  |  |  |                                                 |  |
|                                                     |                                                    | Luise von Nassau-Ottweiler                        | Christiane af Ahlefeld                   |  |  |       |  |  |                                                  |  |  |                                                 |  |
|                                                     |                                                    | Luise von Nassau-Ottweiler                        |                                          |  |  |       |  |  |                                                  |  |  |                                                 |  |